# Puppet on a String
Puppet on a String är en låt skriven av Bill Martin och Phil Coulter och var Storbritanniens bidrag i Eurovision Song Contest 1967. Bidraget framfördes av Sandie Shaw och vann på 47 poäng. Singeln toppade den brittiska singellistan den 27 april 1967.

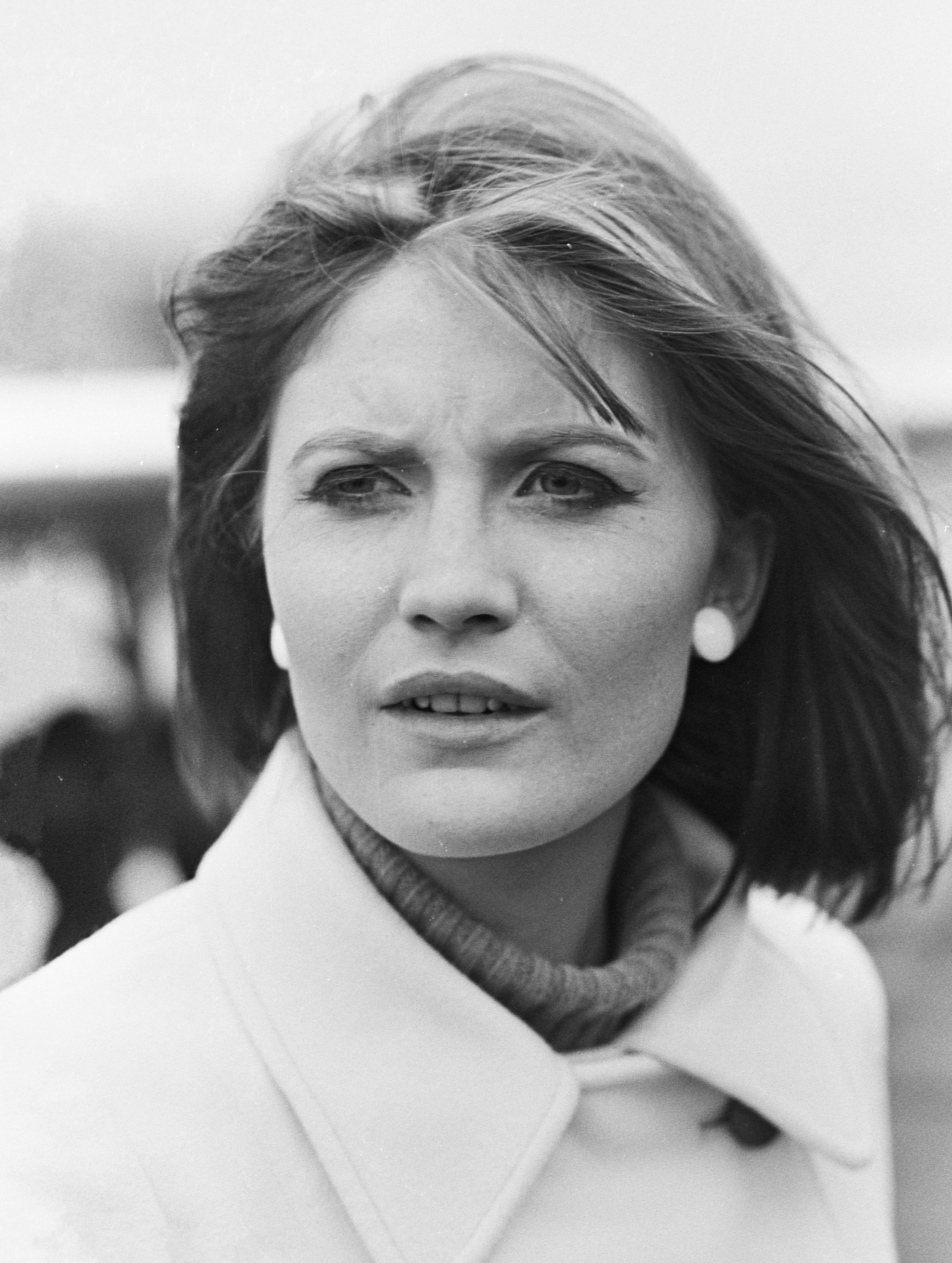
Sandie Shaw, som framförde låten i ESC 1967.

Låten försågs även med text på svenska, under titeln "Sprattelgumma" spelade Siw Malmkvist in sången, och släppte den i april 1967 på singel.  Hennes version gick också in på Svensktoppen, där den låg i sex veckor under perioden 21 maj-25 juni 1967.

## Listplaceringar
| Lista (1967)      | Position |
| ----------------- | -------- |
| Belgien Vallonien | 1        |
| Belgien Flandern  | 1        |
| Danmark           | 2        |
| Finland           | 5        |
| Irland            | 1        |
| Nederländerna     | 1        |
| Norge             | 1        |
| Storbritannien    | 1        |
| Sverige           | 1        |
| Västtyskland      | 1        |
| Österrike         | 1        |